# Anthomastus aberrans
Anthomastus aberrans is een zachte koraalsoort uit de familie Alcyoniidae. De koraalsoort komt uit het geslacht Anthomastus. Anthomastus aberrans werd in 1906 voor het eerst wetenschappelijk beschreven door Thomson & Henderson. 